# Heteropia rodgeri
Heteropia rodgeri är en svampdjursart som beskrevs av Lawrence Morris Lambe 1900. Heteropia rodgeri ingår i släktet Heteropia och familjen Heteropiidae. Inga underarter finns listade i Catalogue of Life.